# Bernard Maris
Pour les articles homonymes, voir Maris.
Ne doit pas être confondu avec Bernard Marie.
Bernard Maris est un économiste, écrivain et journaliste français né le 23 septembre 1946 à Toulouse et mort assassiné le 7 janvier 2015 à Paris dans les locaux du journal Charlie Hebdo.
Il est également connu sous le pseudonyme Oncle Bernard, sous lequel il publie ses textes dans Charlie Hebdo.
Vulgarisateur et penseur politiquement engagé à gauche, il critique ouvertement le capitalisme et l’économie de marché.

## Biographie

### Études
Élève au lycée Pierre-de-Fermat puis diplômé de Sciences Po Toulouse en 1968, Bernard Maris obtient ensuite un doctorat en sciences économiques à l'université Toulouse-I, en 1975, avec la thèse, La distribution personnelle des revenus : une approche théorique dans le cadre de la croissance équilibrée, préparée sous la direction de Jean Vincens.

### Carrière universitaire
Maître-assistant (puis maître de conférences, à partir de 1984) à l'université Toulouse-I, il devient professeur des universités par concours d'agrégation (science économique générale) en septembre 1994 à Sciences Po Toulouse.
Il a été professeur des universités à l'Institut d'études européennes de l'université Paris-VIII, et a également enseigné la microéconomie à l'université de l'Iowa (États-Unis) et à la banque centrale du Pérou.

### Journaliste
Bernard Maris a écrit pour différents journaux : Marianne, Le Nouvel Observateur, Le Figaro Magazine, Le Monde. Il a tenu, sous le pseudonyme d'« Oncle Bernard », une chronique économique dans Charlie Hebdo, journal dont il a été, jusqu'en 2008, le directeur adjoint de la rédaction, et, en tant que fondateur — lors de la renaissance du titre en 1992 — et actionnaire à hauteur de 11 %.
À la radio, sur France Inter, Bernard Maris a tenu une chronique hebdomadaire dans l'émission On n'arrête pas l'éco et participé, le vendredi, à un débat sur un thème d'actualité économique avec Dominique Seux, journaliste économique aux Échos, à partir de 7 h 50.
Présent aussi à la télévision, notamment sur la chaîne I-Télé, il a participé, en tant que chroniqueur, à l'émission Y'a pas que le CAC, et y a commenté l'actualité économique, jusqu'au mois de juin 2009, avec un autre professeur d'économie, Philippe Chalmin (proche de l'école néoclassique). Il est intervenu également de manière récurrente dans l'émission C dans l'air sur France 5.

### Économiste
Jusqu’à la fin des années 1980, Bernard Maris a été membre du Centre d’Études Juridiques et Économiques sur l’Emploi (CEJEE) à l’Université Toulouse 1.
Le 21 décembre 2011, Jean-Pierre Bel, président du Sénat, le nomme membre du conseil général de la Banque de France,.

### Vie associative et politique
Bernard Maris est souvent présenté comme altermondialiste, du fait de son ancienne participation au conseil scientifique d'ATTAC.
Il a  défendu les thèses de la décroissance, prônant les valeurs de l'économie collaborative et participative et fustigeant les ravages de la société de consommation.
De plus il avait une vision fondée sur la solidarité sociale qui cadrait parfaitement avec cette doctrine.
Il a été candidat pour la CFDT aux élections 2009 de la Commission de la carte d'identité des journalistes professionnels.
Habitant du 16e arrondissement de Paris, il se présente en 2002 aux législatives dans le 10e sous l'étiquette des Verts, parti où il milite.
Bernard Maris était franc-maçon, il a été initié en 2008 dans la loge « Roger Leray » du Grand Orient de France. La loge « Roger Leray », très politique, porte ce titre distinctif en hommage à celui qui fut grand maître du GODF en 1981 et qui fut un soutien actif du candidat socialiste.

### Assassinat

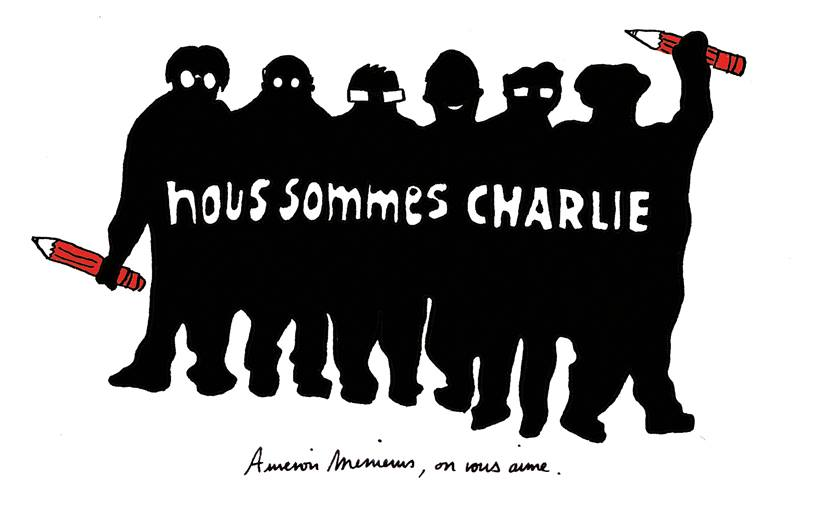
Dessin en hommage aux victimes de l'attentat contre Charlie Hebdo, où Bernard Maris est représenté (4e en partant de la gauche).

Il est assassiné par arme à feu, le 7 janvier 2015, à Paris, lors de l'attentat islamiste au siège du journal Charlie Hebdo, et ses obsèques ont lieu le 15 janvier suivant en la chapelle Notre-Dame de Roqueville, à Montgiscard (Haute-Garonne), où reposent ses cendres,.

### Vie privée
Le 7 septembre 2007, il épouse en secondes noces, à Ménerbes, Sylvie Genevoix, sa compagne depuis 1998 et fille de Maurice Genevoix, qui meurt le 20 septembre 2012. Sa dernière compagne est, à partir de fin 2012, la journaliste de Psychologie magazine Hélène Fresnel. Il a deux enfants.
Par ailleurs, il était ami de Michel Houellebecq voyant en lui un analyste lucide du libéralisme, au point de lui avoir consacré un ouvrage, Houellebecq économiste, paru en 2014.

## Travaux d'économie
Grand admirateur de John Maynard Keynes, à qui il a consacré un livre, Keynes ou l'économiste citoyen, Bernard Maris a publié de nombreux ouvrages de vulgarisation en économie. Il est connu, notamment, par des titres comme Ah Dieu ! Que la guerre économique est jolie ! (1998), Lettre ouverte aux gourous de l'économie qui nous prennent pour des imbéciles (1999), La Bourse ou la vie (2000).
Avec un style incisif, il tente de faire comprendre la nature et l'intérêt de l'économie réelle, en dévoilant ses aspects négatifs, mais en mettant aussi en lumière des notions et des alternatives telles que la gratuité, le don et contre-don, ou encore le revenu d'existence qui sont à ses yeux de toute importance. Il était partisan des 32 heures hebdomadaires. Il défend une approche ouverte de la science économique qui doit selon lui dialoguer avec les autres sciences (sociologie, histoire...) et avec la culture. Par ailleurs, il se rapproche par moments des thèses décroissantes.
Bien qu'ayant voté pour le traité de Maastricht, il déclare par la suite « qu’il faut quitter la zone euro ». Il pense que l'euro fort est une catastrophe pour la France, étant le principal responsable de la destruction de l'industrie française. Cette sortie devant être ordonnée, selon un précepte keynésien, en créant une monnaie commune et en exprimant la dette publique française dans une nouvelle monnaie, l’eurofranc, qui relèverait à 93% du droit français.
Dans sa critique de l'économie il dénonçait entre autres l'opacité de l'économie de marché.
À la suite du tournant néolibéral au niveau mondial dans les années 1980, les États sont progressivement désarmés dans la mise en œuvre de politiques économiques publiques. Selon Bernard Maris : « La crise [de la dette publique] annonce donc le retour de la lutte des classes. L'État se trouve face à deux types de dettes: une dette sociale -services publics, la santé, l'éducation, les allocations chômage etc.- et une dette [publique détenue par le] privé qui lui a permis de financer cette dette sociale. Que faire ? Honorer la dette vis-à-vis des salariés et des citoyens ou celle vis-à-vis des rentiers. Les États choisissent par les plans d'ajustement et de rigueur de diminuer la dette sociale pour honorer la rente ».

## Distinctions et hommages

### Distinctions
- Le magazine Le Nouvel Économiste lui attribue en 1995 le titre de « meilleur économiste de l'année »[5].
- Chevalier de la Légion d'honneur (2014).

### Hommages
- La salle des thèses de l'Université Paris 8 est renommée Bernard Maris le 4 mars 2015 où il a été professeur des universités à l'Institut d'études européennes
- Un square portant son nom est inauguré en février 2017 à Saint-Denis à proximité immédiate de l'université Paris-VIII où il avait enseigné[24].
- Une salle de cours porte son nom à l'IEP Toulouse, où il a étudié puis enseigné[25].
- Un amphithéâtre à la Caisse primaire d'assurance maladie de Haute-Garonne, à Toulouse, porte son nom[26].
- Un espace « jeunes » porte son nom au lycée Antoine-Bourdelle à Montauban où étudiait son fils[27].
- Une avenue porte son nom à Toulouse, dans le quartier Montaudran[28].
- Une salle de réunion porte son nom au siège du Grand Orient de France, rue Cadet à Paris[réf. nécessaire].
- Un bâtiment a été nommé Bernard-Maris au lycée Pierre-de-Fermat, à Toulouse, inauguré le 20 janvier 2020[29]

## Publications

### Économie
- Éléments de politique économique : l'expérience française de 1945 à 1984, 1985
- Des économistes au-dessus de tout soupçon ou la grande mascarade des prédictions, 1990
- Les Sept Péchés capitaux des universitaires, 1991
- Jacques Delors, artiste et martyr, 1993  (ISBN 978-2226254559)
- Parlant pognon mon petit, 1994  (ISBN 978-2841460755)
- Ah Dieu ! que la guerre économique est jolie !, Albin Michel, 1998  (ISBN 2-226-09574-8), coécrit avec Philippe Labarde  (ISBN 978-2702818008)
- Keynes ou l'économiste citoyen, 1999  (ISBN 978-2724610376), (cf. critique d'Alain Sueur[30])
- Lettre ouverte aux gourous de l'économie qui nous prennent pour des imbéciles, 1999  (ISBN 978-2020591065)
- La Bourse ou la vie - La grande manipulation des petits actionnaires, 2000, coécrit avec Philippe Labarde  (ISBN 978-2253150930)
- Malheur aux vaincus : Ah, si les riches pouvaient rester entre riches, 2002  (ISBN 2-226-13146-9), coécrit avec Philippe Labarde
- Antimanuel d'économie
  - Tome 1, les fourmis, Bréal, 2003  (ISBN 2-7495-0078-8)
  - Tome 2, les cigales, Bréal, 2006  (ISBN 2-7495-0629-8)
- Gouverner par la peur, 2007  (ISBN 978-2-213-63287-2), avec Leyla Dakhli, Roger Sue, Georges Vigarello
- Petits Principes de langue de bois économique, Bréal et Charlie Hebdo, 2008  (ISBN 9782749501499)
- Capitalisme et pulsion de mort, Albin Michel 2009  (ISBN 2-226-18699-9), coécrit avec Gilles Dostaler
- Marx, ô Marx, pourquoi m'as-tu abandonné ? Éditions Les Échappés, 2010  (ISBN 978-2-35766-022-9)
- Plaidoyer (impossible) pour les socialistes, Albin Michel, 2012  (ISBN 978-2226240200)

### Essais
- L’Homme dans la guerre : Maurice Genevoix face à Ernst Jünger, Paris, Grasset, 2013, 169 p. (ISBN 978-2-246-80338-6)
- Houellebecq économiste, Paris, Flammarion, 2014, 152 p. (ISBN 978-2-08-129607-7)
- Et si on aimait la France, Paris, Grasset, 2015, 141 p. (ISBN 978-2-246-85219-3)
- Souriez, vous êtes Français !, Paris, Grasset, 2016, 132 p. (ISBN 978-2-246-86110-2)

### Romans
- Pertinentes questions morales et sexuelles dans le Dakota du Nord, Albin Michel, 1995
- L'Enfant qui voulait être muet, 2003 Prix Leclerc des libraires en 2003.
- Le Journal, 2005  (ISBN 2-226-15393-4)

### Bande dessinée
- C'est la crise finale, avec Luz, Charlie Hebdo, 1999[31].

## Filmographie
- 2008 : L'Encerclement de Richard Brouillette
- 2010 : Film Socialisme de Jean-Luc Godard
- 2015 : Oncle Bernard – L'Anti-leçon d'économie de Richard Brouillette
- 2016 : À la recherche de Bernard Maris, l'anti-économiste[32], documentaire posthume de Hélène Risser et Hélène Fresnel